# الکساندر بوسنیچ
الکساندر بوسنیچ (سیریلیک صربی: Александар Буснић؛ زادهٔ ۴ دسامبر ۱۹۹۷) بازیکن فوتبال اهل صربستان است.
وی همچنین در تیم ملی فوتبال صربستان بازی کرده‌است.